# Pseudoparenchym
Ein Pseudoparenchym (griech.), das auch als Scheingewebe bezeichnet wird, ist ein gewebeartiger Zellverband. Es entsteht, wenn Zellfäden oder Hyphen sehr dicht miteinander verschlungenen und verwoben sind, sodass der Zellverband unter dem Mikroskop wie ein echtes Gewebe (Parenchym) erscheint. Pseudoparenchyme kommen vor allem bei (manchen) Rotalgen, höheren Pilzen und Flechten vor. Anders als bei einem echten Parenchym verwachsen die Zellfäden oder Hyphen (bei Pilzen) nachträglich miteinander, oft unter gallertiger Auflösung der Zellwand. Der Begriff Plektenchym (Flechtgewebe) wird oft synonym verwendet. Streng genommen sind aber bei einem Plektenchym die Zellfäden nur eng miteinander verwoben, während sie bei einem Pseudoparenchym nachträglich miteinander verwachsen. Selbstverständlich gehen beide Zellverbände nahtlos ineinander über und sind oft kaum auseinanderzuhalten.

## Quelle
- Meyers Großes Konversations-Lexikon. Pseudoparenchym. Band 16. Leipzig 1908, Kap 6: Integration im Gesamtorganismus, S. 419 (zeno.org).
- G. Czihak, H. Langer, H. Ziegler: Biologie. Springer Berlin Heidelberg, 1996, ISBN 978-3-642-85265-7, ISSN 0937-7433, Strukturelle und funktionelle Integration im Gesamtorganismus, doi:10.1007/978-3-642-85264-0_7.